# Harry's Law
Harry's Law è una serie televisiva statunitense trasmessa dal 2011 al 2012 sulla rete NBC per un totale di due stagioni.
In Italia è stata trasmessa in prima visione dal 15 settembre 2011 su Mya, mentre in chiaro è andata in onda nel 2013 nel preserale dei fine settimana sul canale del digitale terrestre TOP Crime.

## Produzione
Il 12 maggio 2011 la NBC ha rinnovato la serie per una seconda stagione, mentre l'11 maggio 2012 la serie non viene rinnovata per una terza stagione, venendo ufficialmente cancellata.

## Trama
L'avvocato brevettista Harriet Korn, dopo essere stata licenziata, decide di ricominciare tutto da capo. Con l'aiuto della sua assistente Jenna, apre uno studio in un negozio di scarpe abbandonato, situato in un quartiere malfamato di Cincinnati.

## Personaggi e interpreti

### Personaggi principali
- Harriett "Harry" Korn (stagioni 1-2), interpretata da Kathy Bates e doppiata da Angiola Baggi.
- Adam Branch (stagioni 1-2), interpretato da Nate Corddry e doppiato da Stefano Crescentini.
- Jenna Backstrom (stagioni 1-2), interpretata da Brittany Snow e doppiata da Domitilla D'Amico.
- Malcolm Davies (stagioni 1-2), interpretato da Aml Ameen e doppiato da Alessandro Rigotti.
- Thomas "Tommy" Jefferson (stagioni 1-2), interpretato da Christopher McDonald e doppiato da Fabrizio Pucci.
- Oliver "Olli" Richard (stagione 2), interpretato da Mark Valley e doppiato da Luca Ward.
- Cassie Reynolds (stagione 2), interpretata da Karen Olivo e doppiata da Laura Romano.
- Phoebe Blake (stagione 2), interpretato da Justin Lupe.

## Episodi
| Stagione         | Episodi | Prima TV USA | Prima TV Italia |
| ---------------- | ------- | ------------ | --------------- |
| Prima stagione   | 12      | 2011         | 2011            |
| Seconda stagione | 22      | 2011-2012    | 2012            |

## Accoglienza
La serie ha riscosso recensioni contrastanti, ottenendo un punteggio di 48 su 100 su Metacritic. In una recensione particolarmente positiva del pilot, Ed Bark l'ha definita "un'improbabile esperienza divertente."